# Svercacheta nigrivertex
Svercacheta nigrivertex is een rechtvleugelig insect uit de familie krekels (Gryllidae). De wetenschappelijke naam van deze soort is voor het eerst geldig gepubliceerd in 1979 door Kaltenbach.